# История парашютизма
История парашютизма — краткая история изобретения, создания, и применения парашюта и парашютного спорта (парашютизма).
С древних времён люди разрабатывали разного рода парашюты и испытывали их с той или иной степенью успешности. В наши дни парашютизм отнесён к категории спортивных состязаний и профессионально используется в основном только в вооружённых силах.

## Старинные времена
Древние записи свидетельствуют, что во многих странах люди пытались спускаться с башен, деревьев, скал с помощью различных приспособлений, похожих на зонтики. Часто такие прыжки кончались увечьем или даже смертью, потому что никто ещё не открыл законов сопротивления воздуха, согласно которым парашют, который не будет пропускать равномерно воздух через себя (для этого в центре купола современных парашютов есть полюсное отверстие), будет раскачивать парашютиста из стороны в сторону как маятник и вряд ли поможет безопасно спуститься на землю.
Считается, что впервые идея создания более-менее нормального парашюта пришла Леонардо да Винчи, его рукописи 1485 года упоминают о безопасном спуске с высоты с помощью «палатки» из накрахмаленного полотна размером 12х12 локтей. Если учесть, что средневековая мера длины, — «локоть», равнялась в различных странах 50—60 сантиметрам, то действительно, такое приспособление с длиной сторон  6—7,2 м обеспечивало безопасный спуск человека с любой высоты, ибо диаметр современных парашютов тоже не превышает 6—7 метров. Когда в наши дни его парашют сконструировали и испытали, то выяснилось, что ткань равномерно пропускает воздух и не вызывает эффект маятника, что делало его вполне безопасным.
В начале XVII века хорватский учёный Фауст Вранчич (известный также под итальянским именем Фаусто Веранцио) описал аналогичный аппарат, величина паруса которого зависела от тяжести человека.
В 1620-х годах впервые воспользовался подобной конструкцией французский преступник Лавен. Он бежал из тюрьмы с помощью предварительно сшитого из простынь шатра, к низу которого прикрепил верёвки и пластины из китового уса. Выпрыгнув из тюремного окна, беглец успешно спустился на воду.
В 1777 году другой француз, Жан Думье, приговорённый к смертной казни, опробовал «летающий плащ профессора Фонтажа». Узнику было предложено выполнить прыжок с крыши с «плащом». В случае удачного приземления ему даровалась жизнь. Эксперимент, как и в предыдущем случае, удался. Так появился первый аналог парашюта. Практическое же применение парашютов началось в XVIII веке, при освоении полётов на воздушных шарах.
26 декабря 1783 года Луис Ленорман выполнил прыжок с крыши обсерватории в Монпелье на сконструированном им приспособлении.
Жан Пьер Бланшар, огорчённый трагической гибелью Пилатра де Розье, начал проводить эксперименты с парашютом. Вначале он подвешивал небольшие парашюты внизу под корзиной и спускал с высоты на потеху публике различных животных (собак, котов). Они в полном здравии и целости снижались на землю. Значит, решил он, если сделать парашют подходящих размеров, то и человек сможет благополучно спуститься с высоты в случае аварии воздушного шара. Но куда девать огромный парашют — купол, стропы, пояса или, как говорят теперь, подвесную систему, если кабина аэростата — мала и тесна и в ней зачастую негде повернуться? Тогдашний парашют не укладывался в ранец, как это делается сегодня и был очень громоздким.
22 октября 1797 года над парком Монсо в Париже был совершён первый настоящий прыжок с парашютом. Француз Андре-Жак Гарнерен прыгнул с воздушного шара, находившегося на высоте 2230 футов (680 метров).

## XIX век и наши дни
Прыжки с парашютом и сейчас производят на зрителей неотразимое впечатление, а в те времена и подавно. Появилось много бродячих парашютистов-аэронавтов, которые в поисках заработка показывали прыжки с парашютом в разных странах. Андре-Жак Гарнерен был одним из первых воздухоплавателей, демонстрировавших полёты на воздушном шаре в 1803 году в России.
Нашлось немало энтузиастов-парашютистов и в самой России. Газета «Московские ведомости» за 1806 год сообщала, что русский воздухоплаватель Александровский поднялся в воздух на большом шаре и совершил прыжок с парашютом. Смельчак благополучно спустился на землю и был восторженно встречен зрителями.
В повести Булгарина от 1824 года в будущем описано широкое применение ранцевых парашютов для прыжков с аэростатов.
У парашютов того времени существовал главный недостаток — постоянное раскачивание купола при снижении. Проблему, наконец, удалось разрешить англичанам. В 1834 году Коккинг создал парашют в виде опрокинутого конуса. К несчастью, в том же году при испытаниях этой системы каркас купола не выдержал нагрузки и сложился, и Коккинг погиб.
Другой ученый, Лаланд, предложил делать в традиционных системах парашютов отверстие для выхода воздуха из-под купола. Этот принцип оказался эффективным и применяется во многих системах парашютов до сих пор.
К концу века наибольшей популярностью в России пользовалось целое семейство спортсменов-парашютистов — Юзеф и Станислав Древницкие и их сестра Ольга. Уроженцы Варшавы, братья стали увлекаться прыжками с парашютом не случайно. В 1891 году они начали с полётов на монгольфьерах, но скоро убедились, что полёты на воздушных шарах — дело рискованное. Так что у воздухоплавателей, имеющих на борту парашют, больше шансов на спасение, чем у тех, кто относится к парашюту пренебрежительно. Юзеф и Станислав сконструировали подвесной парашют наподобие тех, которыми пользовался ещё Гарнерен, и начали его испытывать. Они поднялись на километровую высоту, и Юзеф Древницкий выпрыгнул из корзины. Подвешенный к корзине парашют удерживался на тонкой верёвке, которая от рывка разорвалась. Под тяжестью парашютиста купол ринулся вниз, но тут же наполнился воздухом, и Юзеф Древницкий плавно спустился на землю. Неподалёку спустился на шаре и брат Станислав. Первый прыжок произвел на Юзефа Древницкого такое огромное впечатление, что он решил повторить его. Вслед за братом увлекся прыжками и Станислав. Древницкие за 3 года сделали несколько десятков прыжков и настолько отработали их технику и усовершенствовали сам парашют, что с ними не было никаких серьёзных происшествий. Глядя на полёты и смелые прыжки братьев, их младшая сестра Ольга тоже решила заняться столь необычным для девушек того времени делом. В 1896 году она совершила свой первый прыжок с парашютом и сразу стала горячей поклонницей этого спорта отважных. Но всё-таки больше всех для популярности парашютного спорта в России сделал старший брат, Юзеф Древницкий. 23 июля 1910 года он совершил показательный прыжок в Петербурге. Посмотреть на прославленного «прыгуна» пришли тысячи людей. На площадке в Крестовском саду разложили оболочку большого монгольфьера. Когда шар надули горячим воздухом, его едва удерживали 30 рабочих. Внизу, под корзиной, подвесили в полураскрытом виде парашют. По команде Юзефа Древницкого рабочие отпустили шар, и он быстро взмыл на высоту 200 метров. Тут Древницкий спокойно отделился от корзины, и не успела толпа ахнуть, как парашют раскрылся и, наподобие огромного зонтика, бережно спустил на землю храбреца, которому публика устроила овацию.
Интерес к парашюту был так велик, что Древницкому пришлось в Петербурге совершить больше десятка прыжков, а всего он их совершил более четырёхсот, оставаясь цел и невредим. Это лучше всего убеждало, что идея парашюта верна и что она требует просто отработки. Громоздкость и неудобство парашютов в использовании были настолько очевидны, что многие воздухоплаватели предпочитали летать без них.
1 марта 1912 года был совершен первый прыжок с парашютом из самолёта. Его совершил американский капитан Альберт Берри в штате Монтанна. Выпрыгнув с высоты 1500 футов и пролетев 400 футов в свободном падении, Берри раскрыл парашют и удачно приземлился на плацу своей части.
21 июня 1913 года прыжок с парашютом совершила ещё одна женщина. Джорджия Томпсон осуществила свой дебютный прыжок над Лос-Анджелесом.
Изобретателем парашюта в современном виде является Котельников (1872—1944), инженер из Санкт-Петербурга, который первым в мире создал ранцевый парашют, в 1912 году получив патент на это изобретение в России, Франции, Германии и США. Он впервые разделил все стропы подвески на 2 группы, расположил аппарат в ранце, крепившемся к летчику; было применено полюсное отверстие в центре купола для выхода воздуха. Испытан парашют Котельникова 6 июня 1912 года в гатчинском лагере Воздухоплавательной школы.
В послереволюционные годы Котельников продолжил работу над парашютами — уже для советской авиации. Первый в СССР спасательный парашют применил лётчик-испытатель Громов 23 июня 1927 года на Ходынском аэродроме. Он преднамеренно ввел машину в штопор, из которого выйти не мог, и на высоте 600 м покинул самолёт со спасательным парашютом.
В дальнейшем Котельников значительно усовершенствовал конструкцию парашюта, создал новые модели (в том числе ряд грузовых парашютов), которые были приняты на вооружение Советскими ВВС.
В декабре 1941 года Котельников был эвакуирован в Москву. Именем Котельникова в 1973 году была названа аллея на территории бывшего Комендантского аэродрома. С 1949 года деревня Салузи близ Гатчины, где в лагере Офицерской воздухоплавательной школы в 1912 году изобретатель испытал созданный им парашют, названа Котельниковом (в 1972 году при въезде в неё открыт памятный знак).
Использовался парашют американской фирмы, изготовленный из чистого шёлка (кстати, всем летчикам, спасшимся при помощи парашютов этой фирмы, вручался отличительный знак — маленькая золотая фигурка тутового шелкопряда). В том же году эти парашюты спасли жизнь ещё двум летчикам-испытателям: В. Писаренко и Б. Бухгольцу.
Чуть позже в советской авиации появилась специальная служба по обеспечению спасения летчиков в полёте, организатором которой стал Минов. 26 июля 1930 года группа военных лётчиков под руководством Минова впервые выполнила прыжки с многоместного самолёта. С тех пор этот день считается началом массового развития парашютизма в СССР.
В предшествующие Великой Отечественной войне годы в СССР была проделана большая работа по военной подготовке населения призывного возраста к планируемым массовым авиадесантным операциям. В связи с этим прыжки с парашютом стали непременным аттракционом в так называвшихся в предвоенное время «парках культуры и отдыха», где устанавливались парашютные вышки.
В 1934 году конструктором Лобановым была предложена новая форма купола — квадратная и плоская, в 1935 году новый спортивно-тренировочный парашют с переменной скоростью снижения был принят в эксплуатацию.
Инженеры братья Доронины впервые в мире сконструировали автомат для раскрытия парашюта на заданной высоте.

## Как вид спорта
В 1951 году был проведён первый чемпионат мира по парашютному спорту. В 1982 году в международной парашютной комиссии было уже около 60 стран. Сегодня соревнования по парашютному спорту проводятся в категориях: точность приземления; индивидуальная акробатика (с выполнением комплекса акробатических фигур); групповая акробатика; купольная акробатика.